# La Fère
La Fère è un comune francese di 3.138 abitanti situato nel dipartimento dell'Aisne, nella regione dell'Alta Francia.
Antica sede della Scuola Reale di Artiglieria, è conosciuta per ospitare la statua dell'artigliere che in passato adornava il Pont de l'Alma di Parigi.

## Scuole militari

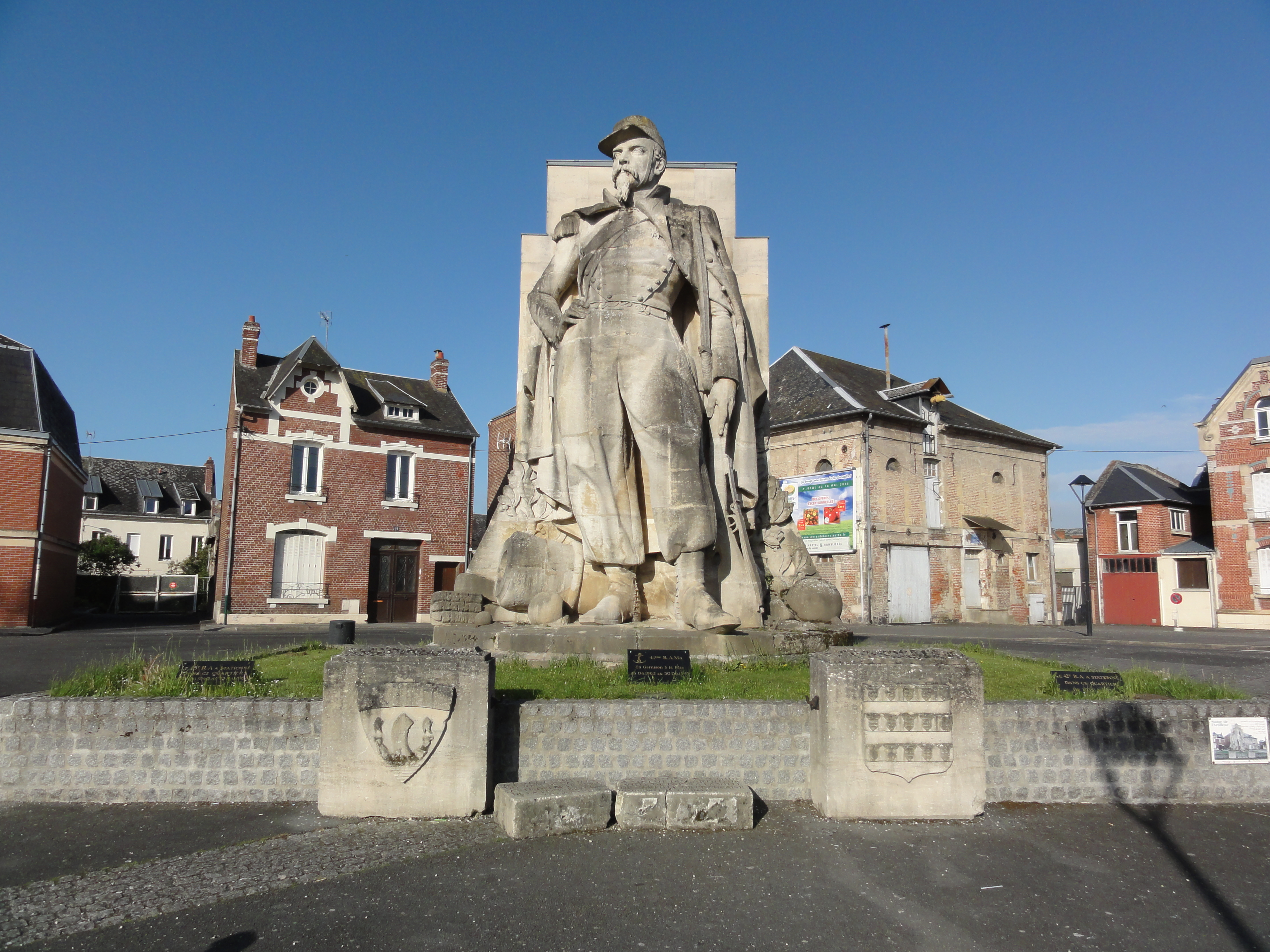
La statua dell'Artigliere a La Fère

La prima scuola militare nella città di La Fère fu creata dal 1720 al 1732, nei quartieri dell'Arsenale della "città vecchia", allo stesso tempo di quelle di Metz (che fusa con l'ex Scuola Reale del Genio di Mézières, doveva divenire Scuola di Applicazione del Politecnico), Strasburgo, Grenoble e Perpignano, con regia ordinanza del 5 febbraio 1720, la quale tirava le conclusioni dalle ultime campagne di Luigi XIV, facendo dell'Artiglieria un'Arma scientifica, con ufficiali formati di conseguenza.
Ognuna delle cinque città ospitava un reggimento di 4.000 uomini, con una scuola di artiglieria a dimora stabile.
La scuola di artiglieria di La Fère deve la sua fama in gran parte alla qualità degli insegnanti che vi prestarono servizio. Il primo di loro fu l'ingegnere di fortificazioni Bélidor, dal 1720 al 1740.
Rispondendo alla richiesta del Ministero della Guerra, Bélidor si dedicò a sviluppare tabelle balistiche universali e dispensò agli allievi ufficiali o cadetti un insegnamento scientifico completo.
Nel 1740, la successione di Bélidor in questa funzione fu assicurata da un professore di matematica, l'abate Deidier, a sua volta sostituito dall'abate Nollet a partire dal 1757, il quale insegnava, oltre alla matematica, l'idraulica, la fisica e la chimica.
L'8 aprile 1756, Luigi XV annesse alla scuola di artiglieria, una scuola di allievi cadetti, chiamata "la Cinquantina", che venne trasferita da La Fère a Bapaume nel 1766, non potendo più la Municipalità ad assicurare il mantenimento delle caserme. Restò così solo la prima scuola, con i signori Bélidor e Deidier come professori.
Choderlos de Laclos (1759-1761) e Gribeauval vi fecero i loro studi, ed il generale Augustin Marie Aboville fu nominato da Napoleone Bonaparte comandante della Scuola a partire dal 1809.
Napoleone prestò servizio nel reggimento di artiglieria di La Fère, sotto gli ordini del barone du Teil, ma, contrariamente alla leggenda, non vi è mai stato assegnato come effettivo, poiché questo reggimento era di stanza ovvero acquartierato a Valence, e poi ad Auxonne.
Nel 1820, la prima scuola fu trasferita al castello di La Fère e vi rimase stabilmente fino al 1903. A decorrere da questa data, il castello fu trasformato in appartamenti per gli ufficiali.

## Storia
Oddone I, conte di Parigi e marchese di Neustria, poi re dei Franchi (888-898), morì a La Fère, sede del suo campo d'inverno, il 3 gennaio dell'anno 898.
Verso l'XI secolo, La Fère in Piccardia diviene la roccaforte dei Signori di Coucy, potenti rivali della giovane monarchia capetingia, i quali costruirono fortificazioni che sfideranno a lungo i re di Francia.
Nel 1187, il gran torneo di La Fère, organizzato dal Sire di Coucy nelle praterie tra La Fère e Vendeuil, durò una settimana, e fu fatto annunciare fino in Belgio, lanciando molte sfide e numerosi inviti.
Nel 1545, durante la guerra di Francesco I contro Carlo V, la Piccardia fu invasa di nuovo, e il re cominciò a sparare sul villaggio, e durante la settima "guerra di religione", La Fère-sur-Oise fu colta di sorpresa dal principe di Condé, il 29 novembre 1579, ma venne subito ripresa dal Maresciallo di Matignon, l'anno seguente.
L'assedio del 1580 fu chiamato "assedio di velluto", poiché i Duchi di Épernon, Gioiosa e altri Giovin Signori vi vennero in brillante compagnia, dato che i viveri abbondavano, ma non fu meno duro e lungo, dal momento che durò dal 20 giugno al 31 agosto.
L'assedio di velluto, dove feste e celebrazioni si alternarono a scariche di artiglieria, fece perdere più di 4.000 uomini agli assedianti e 800 agli assediati.

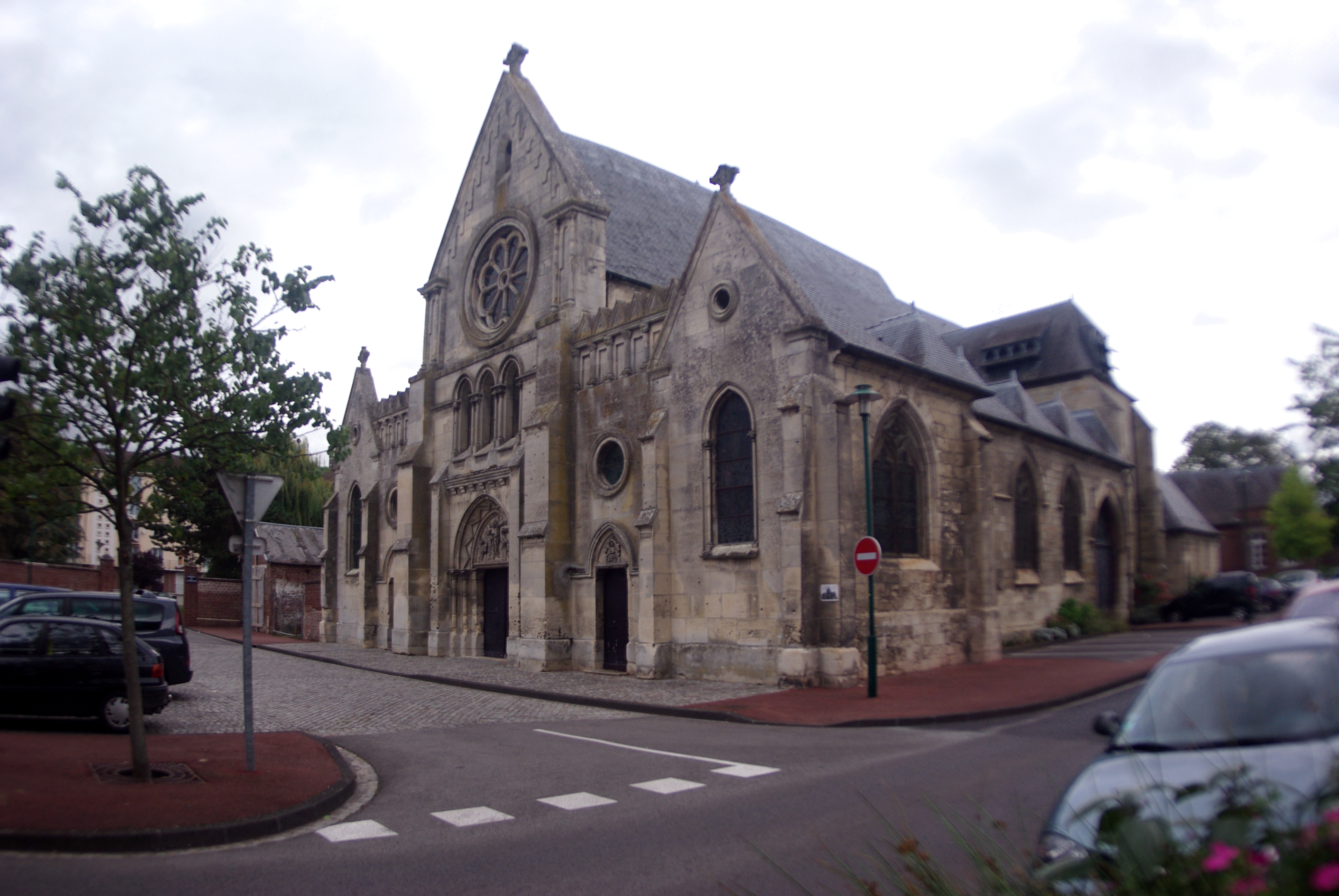
La chiesa collegiata di San Montano a La Fère, classificata Monumento storico di Francia.

Si scrisse e ripeté dappertutto che una "bestia cattiva" aveva divorato tutti i servi del re Enrico III, e la località prese così il soprannome di Fera, leggasi Fèra, dal latino "bestia feroce", in italiano "fièra". Il 12 settembre 1580, la città di La Fère si arrese infine alle truppe reali.
Nel 1586, la Lega era in piena attività e la guerra dei tre Enrico ugualmente. Nel 1587, l'ugonotto Enrico di Navarra / Borbone (il futuro Enrico IV di Francia, il cui padre Antonio di Borbone è nato nel castello di La Fère), era a capo di un esercito nella parte occidentale del regno.
Divenuto re (1589-1610), Enrico IV s'impadronì poco a poco dei luoghi che gli spagnoli difendevano con accanimento, e decise di porre l'assedio a La Fère nel 1595, che era stata assediata per quasi due anni.
Il re fece inondare la città, sbarrando la vallata dell'Oise tra Andelain e Beautor, con una linea d'acqua di 1500 metri, che portò la città a capitolare il 16 maggio 1596.
Enrico IV riunì allora La Fère al dominio della corona e vi stabilì un Baliato reale, che si estendeva sulla città, sui sobborghi e su sedici villaggi vicini e che dipendeva da quello di Laon.
Nel 1643, La Fère fu data in dote alla regina Anna d'Austria, che durante la Fronda, vi si rifugiò con il suo ministro, il cardinale Mazzarino, i suoi figli e la Corte, contro l'opposizione dei nobili in rivolta.
Quando la ribellione cessò, Mazzarino si attaccò alla città e vi ritornò nel 1654, per seguire da presso gli sforzi delle sue armate in campo più a nord.
Nel marzo del 1814, dopo la battaglia di Laon, 3.000 prussiani attaccarono La Fère.
Qualche giorno dopo Waterloo, un nuovo corpo di Prussiani, marciante su Parigi, s'arrestò nel giugno 1815 davanti a La Fère: l'assedio, cominciato il 24 giugno 1815, ridusse ben presto la popolazione alla fame. "Affamata... mangiando cavalli, cani, gatti ...", la guarnigione tenne bene e i prussiani si ritirarono.
Il 26 novembre 1870, la città fu sottoposta a bombardamenti che durarono 30 ore, incendiando le caserme, una parte delle case, il municipio e l'ospedale. Si disse che più di tremila proiettili fossero caduti sulla città. Il capitano Jacques Ferdinand Planche fu costretto a capitolare il 27 novembre 1870 e La Fère fu occupata fino al 28 ottobre 1871.
Durante la prima guerra mondiale (1914-1918), La Fère fu occupata dai tedeschi dal 1º settembre 1914 e funse da baluardo alla linea Hindenburg, e infatti furono costruiti numerosi fortini. Il 13 ottobre 1918, la 1º Armata Francese del generale Debeney varcò il fiume Oise e liberò la città.
Durante la seconda guerra mondiale, La Fère fu invasa il 19 maggio 1940 e la caserma servì da campo provvisorio ai prigionieri dei tedeschi. La città entrò allora in zona occupata, nella "Francia Tedesca", come dicono gli abitanti più anziani di La Fère.
La linea di demarcazione era rappresentata dal canale che va dalla Sambre all'Oise, e poiché non v'era in zona che una sola scuola superiore, quella di La Fère, i giovani di Chauny, Tergnier ... dovevano disporre di un lasciapassare per venirvi a studiare.
Tutti i commercianti dovevano presentare una carta d'identità, in tedesco ausweis, o un "passi", in tedesco passierschein, per andare ad esempio, a cercare altrove le loro merci.
Il 3 settembre 1944, la 28ª Divisione di Fanteria degli Stati Uniti, che aveva subito pesanti perdite durante i combattimenti, liberò La Fère.
Nel corso delle due guerre mondiali, La Fère ha dovuto far fronte a numerose distruzioni del suo patrimonio.
Fu città di guarnigione nei secoli XIX e XX, quando vi stazionava notoriamente il 41º Reggimento di Marina: sciolto questo nel giugno 1993, la vita militare è scomparsa dalla città di La Fère. Solo le caserme ricordano infatti tre secoli di storia, e da pochi anni un centro sociale si è installato sul sito militare.

## Società

### Evoluzione demografica
Abitanti censiti